# Paxilline (alcaloïde)
Ne pas confondre avec Paxilline (protéine)
La paxilline (en anglais paxilline) est une mycotoxine à effets trémorgéniques produite par Penicillium paxilli. Elle agit en bloquant les canaux potassiques.